# Saiko (personaggio)
Saiko, alter ego Raymond McCreary, è un personaggio dei fumetti DC Comics creato da Scott Snyder e Greg Capullo per Nightwing (vol. 4) n. 1 (novembre 2011).
Raymond era amico e compagno del circo di Dick Grayson. Dopo l'omicidio della famiglia di Dick commesso dal mafioso Tony Zucco e la sua adozione per mano di Bruce Wayne, Raymond decise di viaggiare per il mondo per migliorare la sua abilità col trapezio.
Venne preso e addestrato dalla Corte dei gufi, un'organizzazione di killer professionisti e mercenari.

## Biografia
Da ragazzo, Raymond McCreary era un artista del circo al Circus di Haly a fianco di Dick Grayson, Raya Vestri, e Zane.
Raymond, Dick e Raya erano buoni amici, ma Raymond e Raya provavano un'invidia segreta per Dick, a causa della sua abilità e notorietà nel circo. Dick infatti era la star dello spettacolo e i suoi amici semplicemente assistenti.
Quando Dick rimase orfano di entrambi i genitori e fu adottato dal miliardario Bruce Wayne, il Tribunale della Corte dei gufi, avendo perso Dick come loro vero candidato per un nuovo leader di killer professionisti e mercenari, prese Raymond al suo posto. Torturato con un addestramento postipnotico, che includeva modifiche genetiche, elettroshock prenatali e lasciato nel bosco legato per giorni per resistere al clima, Ryamond fu attaccato agli occhi da parte degli uccelli, rimanendo segnato da cicatrici distintive.
Anni dopo, assunse l'identità di Saiko eper attaccare Dick Grayson a Gotham City, solo per essere intercettato da Nightwing (lo stesso Dick Grayson). Durante un combattimento senza esclusioni di colpi, Dick riuscì a prevalere su Raymond, che apparentemente rimase vittima di un'esplosione
Successivamente, si scopre che Raymond riuscì a sopravvivere e più agguerrito che mai tornò Gotham City per avere la sua vendetta su Nightwing, ma stavolta fu affrontato da Batman, arrestato e condotto nel manicomio di Arkham Asylum.

## Poteri e abilità
Raymond è stato addestrato dalla Corte dei gufi alle varie arti marziali e ad ogni tecnica di assassinio.
Raymond fisicamente è all'apice della perfezione umana in ogni campo, in quanto gli esercizi fisici intensi a cui si sottopone costantemente già dalla preadolescenza, lo hanno portato ad avere superbi attributi fisici sotto tutti gli aspetti possibili. Avendo subito ogni sorta di tortura, ha sviluppato una grandissima resistenza al dolore fisico, inoltre possiede una gran forza fisica e i suoi riflessi e la sua agilità come anche la sua coordinazione nei movimenti sono paragonabili a quelli dei migliori acrobati e trapezisti.
È un esperto di armi bianche, di tecniche stealth, di spionaggio ed è un esperto di esplosivi.
La terribile tortura che lo ha privato della vista gli ha affinato i sensi rimasti. Il suo iper sviluppato-udito gli permette di sentire suoni inudibili da orecchio umano, come ad esempio gli ultrasuoni oppure capire se una persona mente grazie alla variazione del ritmo del battito cardiaco. Anche l'olfatto, il gusto, e il tatto hanno lo stesso tipo di sensibilità; ad esempio, palpando l'inchiostro stampato sul giornale, Raymond riesce a leggere ciò che c'è scritto. Ma la sua prerogativa principale è un sesto senso che funziona come un "radar" che gli consente di individuare la posizione di oggetti e persone pur senza vederle.